# الیکایی قهوه‌ای زیتونی
الیکایی قهوه‌ای زیتونی (نام علمی: Cinnycerthia olivascens) نام یک گونه از سرده الیکایی‌های آند است.